# Cornish (New Hampshire)
Pour les articles homonymes, voir Cornish.
Cornish est une municipalité américaine située dans le comté de Sullivan au New Hampshire. Selon le recensement de 2010, sa population est de 1 640 habitants.

## Géographie
La municipalité s'étend sur 42,83 milles carrés (110,93 km2), dont 0,72 milles carrés (1,86 km2) d'étendues d'eau.

## Histoire
Fondée en 1763, la ville est d'abord appelée Mast Camp. Elle est renommée en l'honneur de Samuel Cornish, amiral de la Royal Navy, et devient une municipalité en 1765.
Cornish accueille quatre ponts couverts, inscrits au Registre national des lieux historiques, tout comme la maison d'Augustus Saint-Gaudens.

### Personnalités liées à cette ville
- Salmon P. Chase, juge en chef de la Cour suprême, y est né.
- Stephen Parrish, peintre-graveur, s'y installe en 1895.
- J. D. Salinger, écrivain, s’y installe en 1953 et y décède en 2010.

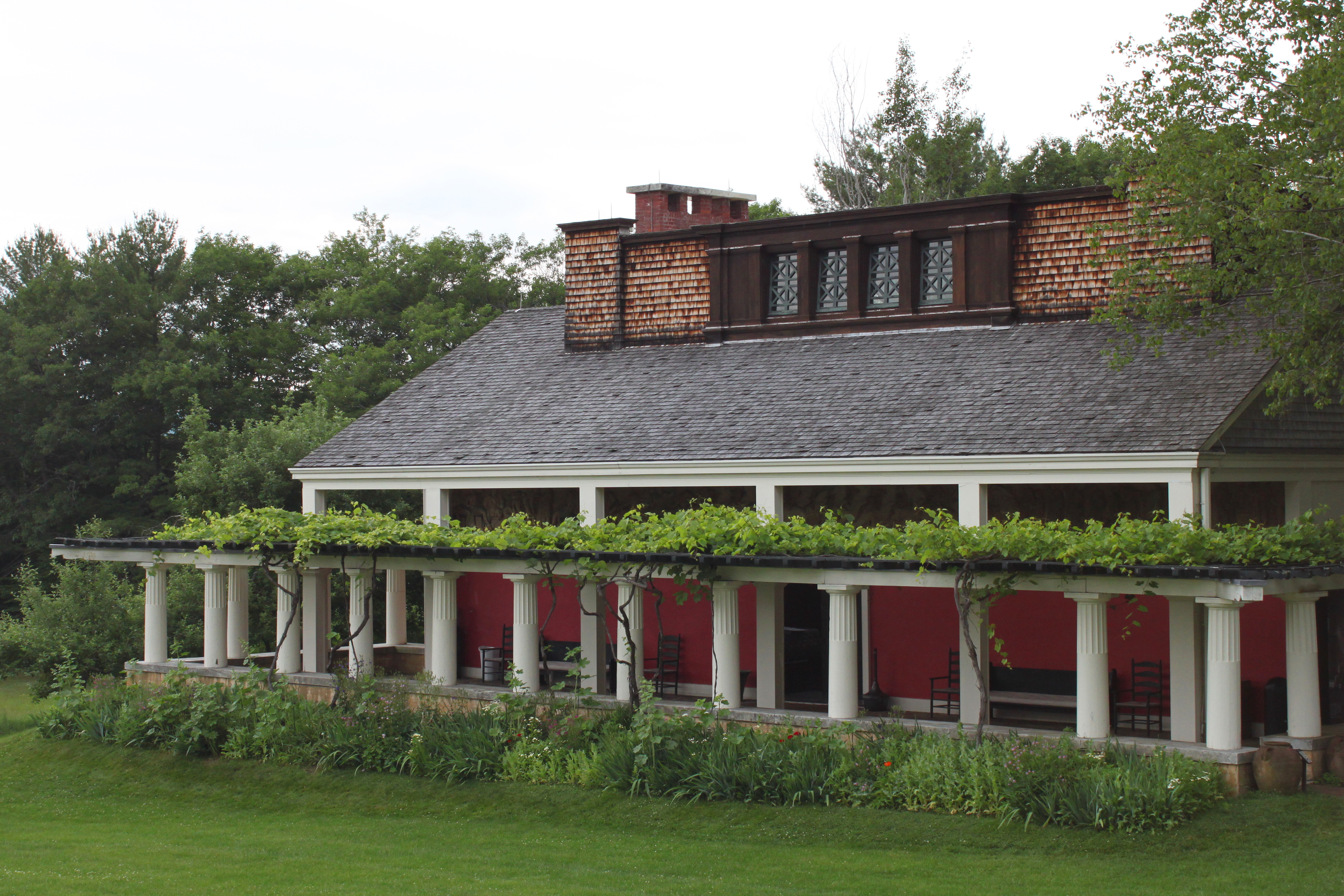
Le studio d'Augustus Saint-Gaudens
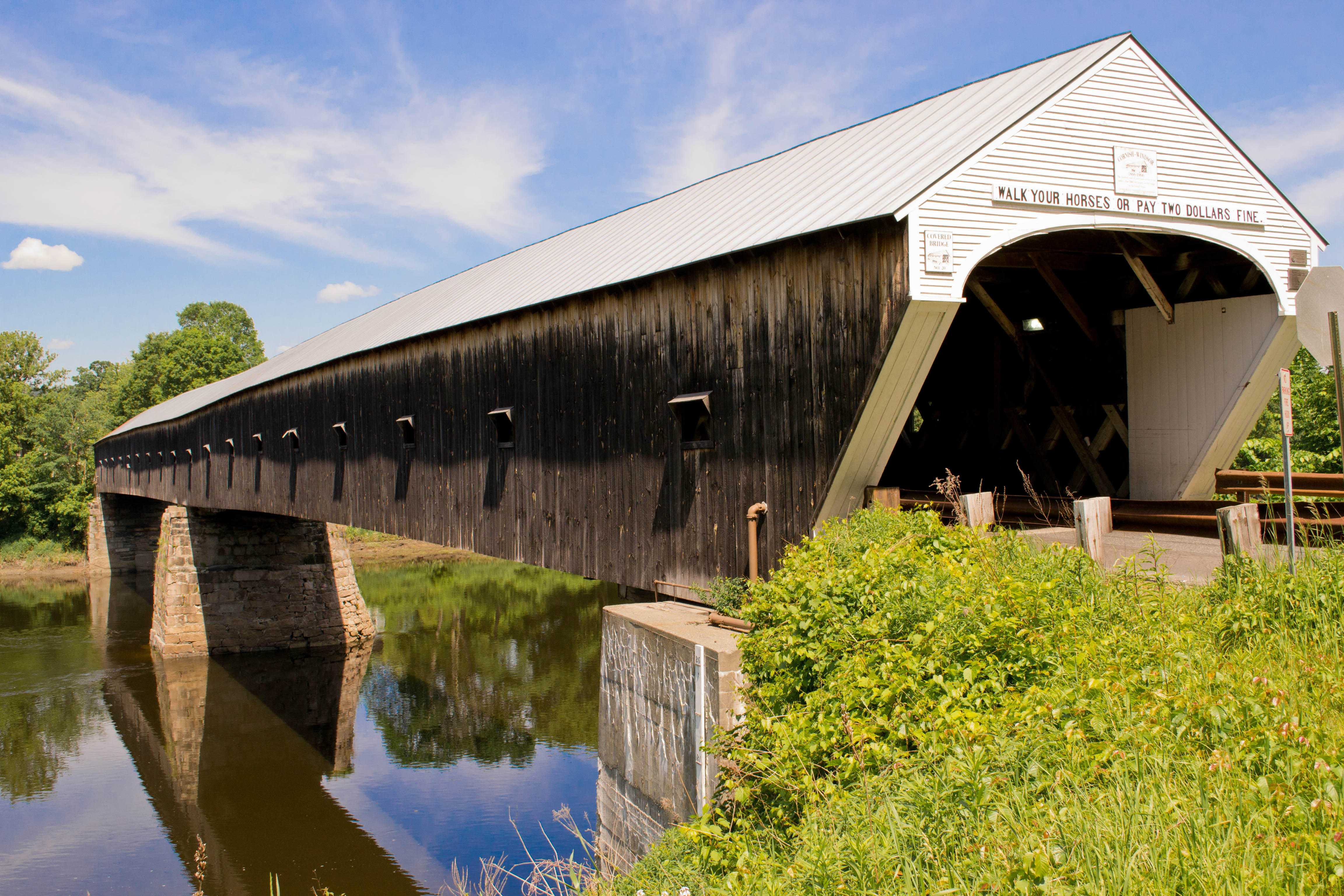
Le pont-couvert de Cornish à Windsor.